# 鄭士利
鄭士利，字好義，江浙等處行中書省台州路寧海縣（今浙江省寧海縣）人，明朝官員。
其兄鄭士元因空印案下獄，后星象有變朱元璋求直言，鄭士利在兄出獄后上書解釋空印的實情，并解釋明朝當時並無法律規定，不知罪者不應得誅。寫后，其稱：“吾有書欲上，觸天子怒，必受禍。然殺我，生數百人，我何所恨！”后上奏，得怒，與兄一同輸作江浦。永樂年間，為翰林院編修。